# Beiersdorf
Beiersdorf (obersorbisch Bejerecy) ist eine als Waldhufendorf angelegte sächsische Gemeinde im Süden der Oberlausitz. Sie gehört der Verwaltungsgemeinschaft Oppach-Beiersdorf im Landkreis Görlitz an.

## Geographie und Verkehr
Die Gemeinde Beiersdorf liegt im westlichen Teil des Landkreises Görlitz im Lausitzer Bergland, nahe der Grenze zu Nordböhmen (Tschechien) und wird vom Beiersdorfer Wasser durchflossen. Sie liegt etwa 18 km südlich von Bautzen und 11 km westlich von Löbau. Der höchste Berg ist der Bieleboh mit 499 Metern.
Die Bundesstraße 96 verläuft westlich des Gemeindegebietes.
Durch Beiersdorf verkehrte bis zum 17. September 1945 die Schmalspurbahn Taubenheim–Dürrhennersdorf, welche infolge des Zweiten Weltkrieges als Reparationsleistung für die Sowjetunion abgebaut wurde. Nächstgelegener Bahnhof ist jetzt Neusalza-Spremberg an der Bahnstrecke Oberoderwitz–Wilthen, etwa 5 km südlich von Beiersdorf gelegen.

## Geschichte

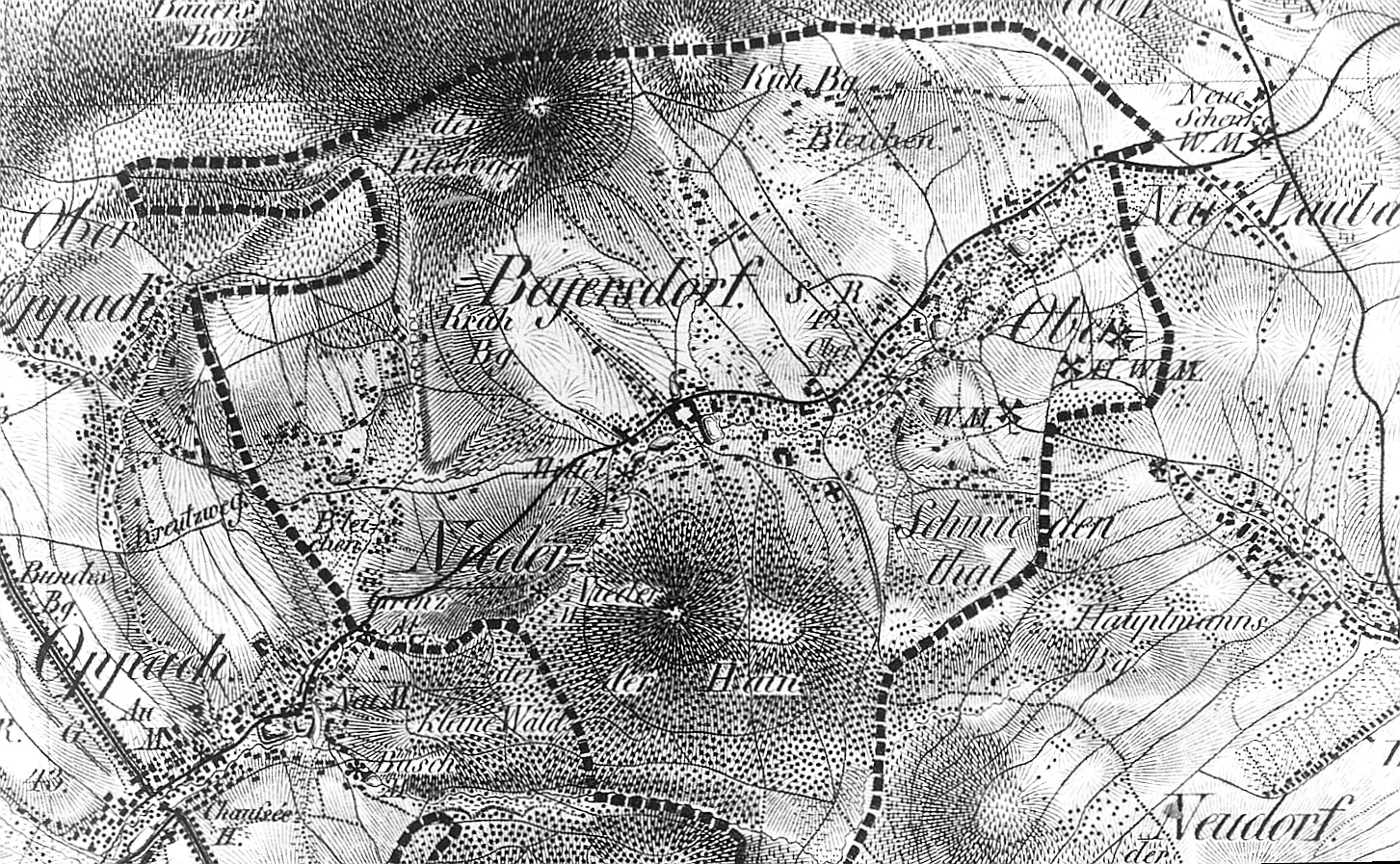
Karte von Oberreit mit Beiersdorf von 1821–22

Die Gründung der Ansiedlung Beiersdorf erfolgte offenbar nach 1200 in der Zeit der bäuerlichen deutschen Landnahme durch Lokatoren. Bei seiner ersten urkundlichen Erwähnung am 21. Januar 1272 wird der Ort als bischöflich-meißnisches Zinsdorf aufgeführt, zusammen mit den Dörfern Cunewalde, Spremberg und Niederfriedersdorf. Vom Jahr 1559 an war Beiersdorf kursächsisch und gehörte zum Stolpener Amt.
Das Rittergut Beiersdorf hatte sich erst allmählich entwickelt. 1489 wurde Hans von Rechenberg auf Oppach durch den Bischof Johann von Meißen mit Beiersdorf belehnt. Seitdem bis ins 17. Jahrhundert verblieb das Dorf im Besitz der Rechenbergischen Familie.
1939 wurde Neulauba eingemeindet.

### Einwohnerentwicklung
Beim Zensus vom 9. Mai 2011 lebten in den 461 Wohngebäuden der Gemeinde 1233 Personen. Der Kernort Beiersdorf hatte 816 Einwohner, die übrigen lebten in Gebirge (189), Zeile (80), Zwenke (55), Neulauba (47) und Schmiedenthal (46). Das Durchschnittsalter lag bei 47,8 Jahren, wobei zwischen Zeile (41,6) und Beiersdorf (48,9) sowie Neulauba (56,3) deutliche Unterschiede sichtbar werden, eine Überalterung des Ortsteils Neulauba belegen.
| Jahr | Einwohner                     |
| 1566 | 21 besessene Mann, 15 Gärtner |
| 1764 | 12 besessene Mann, 75 Gärtner |
| 1834 | 1.232                         |
| 1871 | 1.503                         |
| 1890 | 1.544                         |
| 1910 | 1.578                         |
| 1925 | 1.594                         |
| 1939 | 1.678                         |
| 1946 | 1.958                         |
| 1950 | 2.070                         |
| 1964 | 1.937                         |
| 1990 | 1.444                         |
| 2000 | 1.374                         |
| 2007 | 1.284                         |
| 2009 | 1.253                         |
| 2012 | 1.191                         |
| 2013 | 1.174                         |

Quelle: Das Historische Ortsverzeichnis von Sachsen

### Ortsnamenformen
Der Ortsname soll nach dem Lokator „Beyer/Beier“ benannt sein. Ein anderer Namensursprung leitet sich vom Stammesnamen der Bayern ab.
Der Name entwickelte sich folgendermaßen: 1272: Begerstorf, Beyerstorp, 1355: Beyersdorf, 1368: Beygirstorf, 1419: Beierßdorff, 1433: Beierstorff, 1504: Beyerßdorf, 1875: Beiersdorf b. Neusalza.

### Verwaltungszugehörigkeit
1590: Amt Stolpen, 1764: Amt Stolpen, 1816: Amt Stolpen, 1843: Amt Stolpen, 1856: Gerichtsamt Neusalza, 1875: Amtshauptmannschaft Löbau, 1952: Kreis Löbau, 1994: Landkreis Löbau-Zittau, 2008: Landkreis Görlitz

## Religion
43 % der Einwohner sind evangelisch, 4 % katholisch. Den Lutheranern steht die Lutherkirche in Beiersdorf zur Verfügung, die zum Kirchenbezirk Löbau-Zittau der Evangelisch-Lutherischen Landeskirche Sachsens gehört. Die wenigen Katholiken sind der Pfarrei Mariä Namen in Löbau, Bistum Dresden-Meißen, zugeordnet, die im nahen Schönbach die Kapelle St. Heinrich unterhält.

## Politik

### Gemeinderat
Bei der Gemeinderatswahl am 9. Juni 2024 gingen die 10 Sitze des Gemeinderates erneut an die Kandidaten der Freien Wählergemeinschaft „Neues Forum“ (FWG, Stimmenanteil 99,5 %, 2019: 99,8 %). Die Wahlbeteiligung lag bei 73,4 Prozent (2019: 72,2 Prozent). Tritt nur eine Initiative an, können Wähler händische Namen auf den Wahlzettel schreiben (sog. „Einzelvorschläge“). Davon haben 0,5 % der Wähler Gebrauch gemacht.
| Liste                                  | 2024   | 2024   | 2019   | 2019   | 2014   | 2014   |
| Liste                                  | Sitze  | in %   | Sitze  | in %   | Sitze  | in %   |
| -------------------------------------- | ------ | ------ | ------ | ------ | ------ | ------ |
| Freie Wählergemeinschaft „Neues Forum“ | 10     | 99,5   | 10     | 99,8   | 10     | 99,5   |
| Einzelvorschläge                       | –      | 0,5    | –      | 0,2    | –      | 0,5    |
| Wahlbeteiligung                        | 73,4 % | 73,4 % | 72,2 % | 72,2 % | 62,5 % | 62,5 % |

### Bürgermeister
Im Juli 2015 wurde Hagen Kettmann zum ehrenamtlichen Bürgermeister gewählt und bei der Wahl am 12. Juni 2022 mit einem Stimmenanteil von 93,1 % für weitere sieben Jahre in seinem Amt bestätigt.
Kettmanns Vorgänger war Matthias Rudolf. Er hatte das Amt seit der Wende ausgeübt.
| Wahl | Bürgermeister   | Vorschlag         | Wahlergebnis (in %) |
| ---- | --------------- | ----------------- | ------------------- |
| 2022 | Hagen Kettmann  | Kettmann          | 93,1                |
| 2015 | Hagen Kettmann  | Kettmann          | 58,8                |
| 2008 | Matthias Rudolf | FWV „Neues Forum“ | 96,4                |
| 2001 | Matthias Rudolf | FWG Beiersdorf    | 69,4                |

## Sehenswürdigkeiten

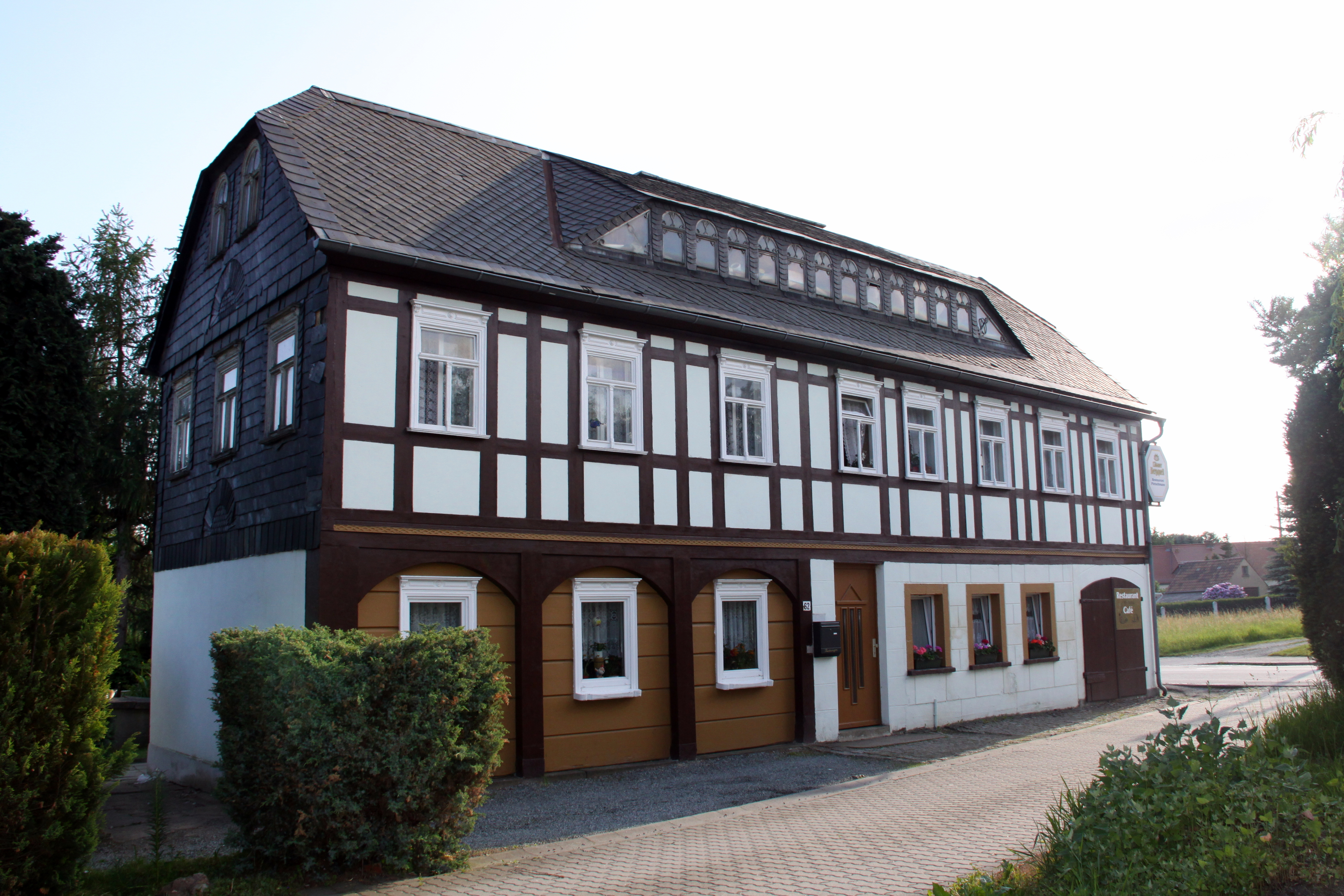
Umgebindehaus in Beiersdorf

- Evangelisch-lutherische Kirche, 1855 erbaut, mit älteren barocken Kanzelaltar
- Bergbaude mit Aussichtsturm auf dem Bieleboh
- Sühnekreuz
- Tannenhof
- Park im Amselgrund
- Schule, 1903 erbaut
- Wasserradbrettmühle

Die Kulturdenkmale sind in der Liste der Kulturdenkmale in Beiersdorf aufgeführt.

## Gemeindegliederung
Ortsteile sind Gebirge, Neulauba, Schmiedenthal, Zeile und Zwenke.

## Söhne und Töchter der Gemeinde
- Ewald Redam (1884–1947), Athlet, Varietist und Modell